# امامزاده عبدالله (شیراز)
امامزاده عبدالله مربوط به دوره اسلامی است و در شیراز، سه راه احمدی، داخل بازار احمدی واقع شده است. این اثر در تاریخ ۲۵ اسفند ۱۳۸۰ با شمارهٔ ثبت ۵۰۵۲ به‌عنوان یکی از آثار ملی ایران به ثبت رسیده است.